# Не твоє тіло
«Не твоє тіло» (італ. Moglie e marito - "Дружина і чоловік") — італійський комедійний фільм 2017 року режисерів Симона Годано, П'єрфранческо Фавіно, Касі Смутняк та Валеріо Апреа.

## Сюжет
У центрі сюжету фільму знаходиться подружня пара, яка ось уже як 10 років разом. Софія талановита телеведуча, готова домагатися своїх цілей будь-якими способами, а Андреа успішний нейрохірург. Щоб зрозуміти один одного і повернути колишню любов, подружжя йде на експеримент, який закінчується зовсім не так, як вони очікували. Тепер Андреа це Софія, а Софія — Андреа. Опинившись в тілі свого супутника життя, їм належить, по-перше, освоїти нову для себе професію, а по-друге, багато чого один про одного зрозуміти.

## Дистриб'юція
Розповсюдженням фільму займається компанія Warner Bros Italia.